# Lasaea cistula
Lasaea cistula är en musselart som beskrevs av Keen 1938. Lasaea cistula ingår i släktet Lasaea och familjen Lasaeidae. Inga underarter finns listade i Catalogue of Life.